# 林垚
林垚（1983—），笔名林三土，中国政治学者。

## 生平
1983年生于福建省宁德市霞浦县。本科就读于北京大学生物学系并取得理学学士学位（2004），转入北京大学哲学系取得文学硕士学位（2007）。后赴美留学，于哥伦比亚大学政治学系取得哲学博士学位（2016），之后进入耶鲁大学法学院就读并取得法律博士学位（2021）。目前任教于上海纽约大学。

## 研究兴趣
研究及教学兴趣涵盖哲学、政治理论、比较政治和法学，具体方向如下：
- 规范理论（包括应用伦理学、自由主义、民主理论、女性主义、去殖民化理论、规范法理学以及比较道德和政治哲学）
- 比较政治（包括比较政治发展、威权政治和民粹主义）
- 美国法律与政治
- 中国政治与社会
- 元哲学

## 出版作品
- 《总统是怎么选出来的？》，游天龙，华建平，林垚著，台海出版社，2016年
- 《自由主义与荣誉》，莎伦•R.克劳斯著，林垚译，译林出版社，2015年
- 《空谈》，2024年